# 中央樂團
中央樂團，直屬中華人民共和國文化部的公營樂團，設有管弦樂隊、合唱隊和集中前2者尖子成員的室內樂、獨奏、獨唱演出任務編組。

## 历史
1956年7月3日組建，1996年重组并更名为中国交响乐团。合併了1952年成立中央歌舞團管弦樂隊和1949年成立的中央樂團合唱隊。曾與卡拉揚、小澤征爾等指揮家合作。代表性演出作品有《黃河大合唱》、《黃河鋼琴協奏曲》、《鋼琴伴唱紅燈記》、《交響音樂沙家浜》等。指揮有李德倫、嚴良堃等。中央樂團管弦樂隊通稱中央交響樂團。1960年，組建了李煥之領導的民族管弦樂隊，就是後來的中央民族樂團。